# 粉嶺康樂公園

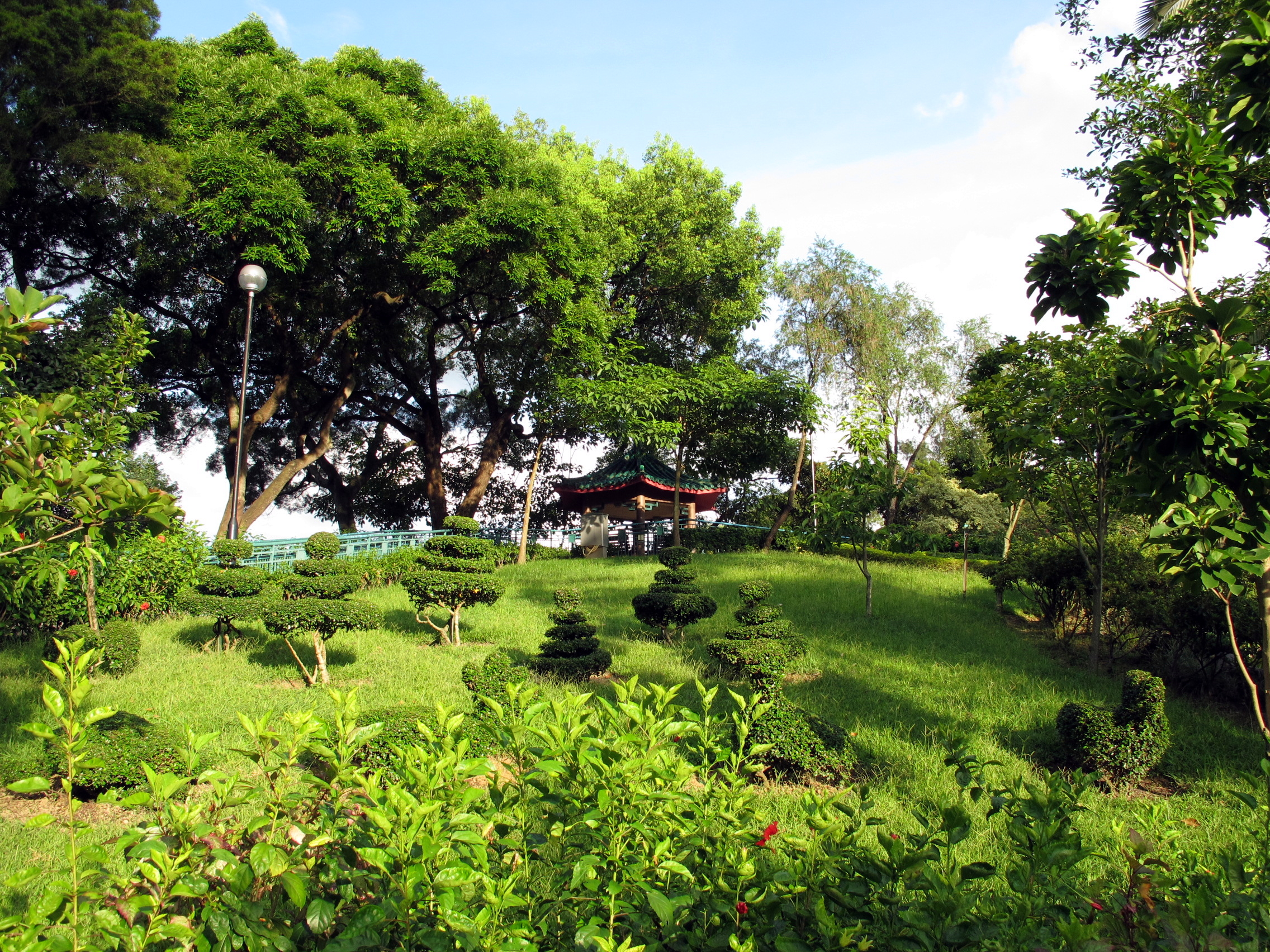
公園內花圃，小山丘上設有涼亭

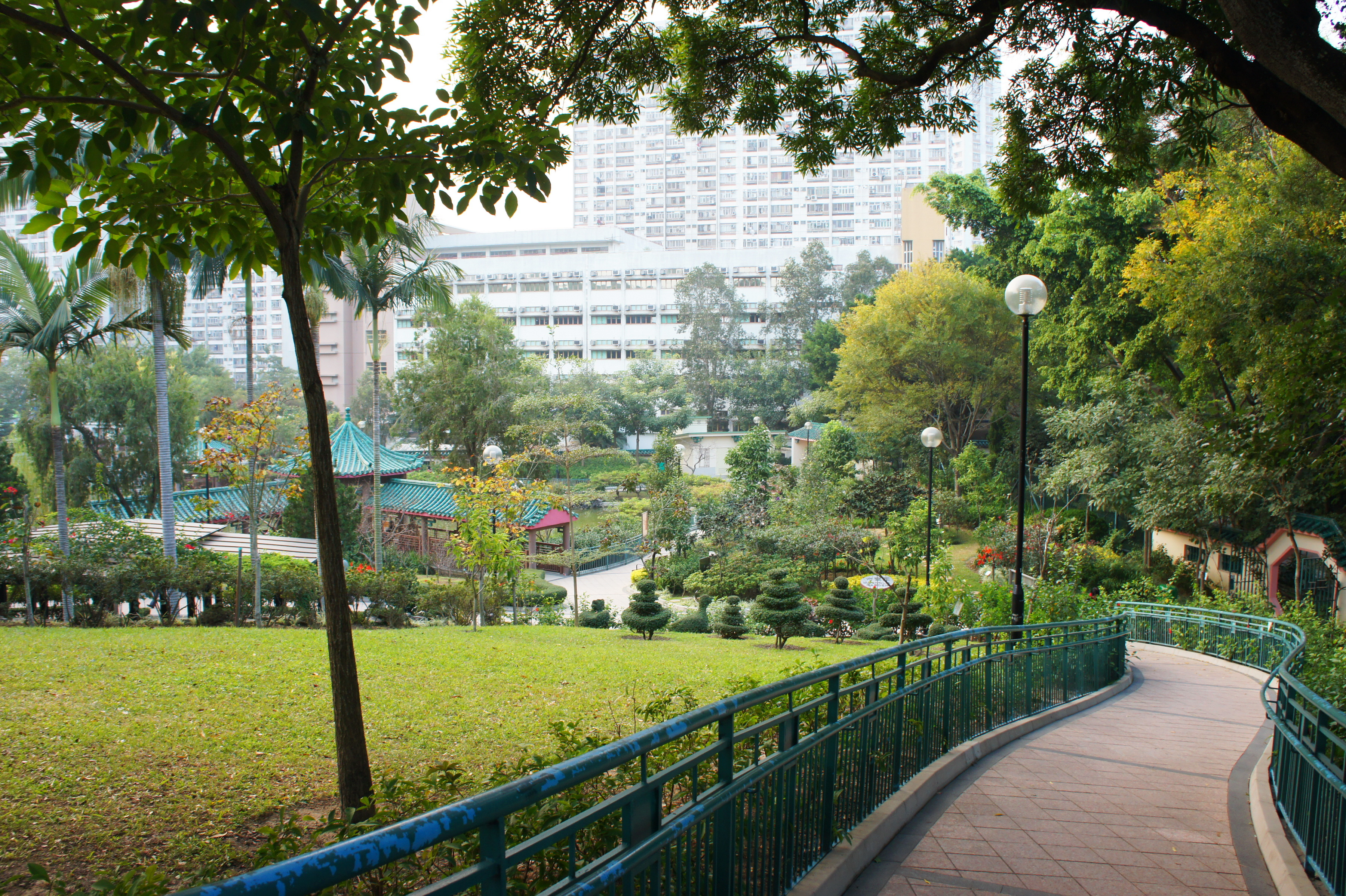
粉嶺康樂公園，從山丘小亭望向湖中亭。

粉嶺康樂公園（英語：Fanling Hong Lok Park）是位於香港新界粉嶺的黃崗山之北麓的公眾遊園地，鄰接公共屋村祥華邨，現時由康樂及文化事務署管理。

## 建築
公園以中國江南水鄉為設計主題，四周廣植喬木叢林作圍牆，園的中央為一個大型蓄水池塘，沿池修築水榭及樓閣，並布滿假山，栽種七彩花圃。設有公廁、飲料售賣機及休憩處給遊人休息。

## 開放時間
每天06:30-23:00

## 鄰近觀光點

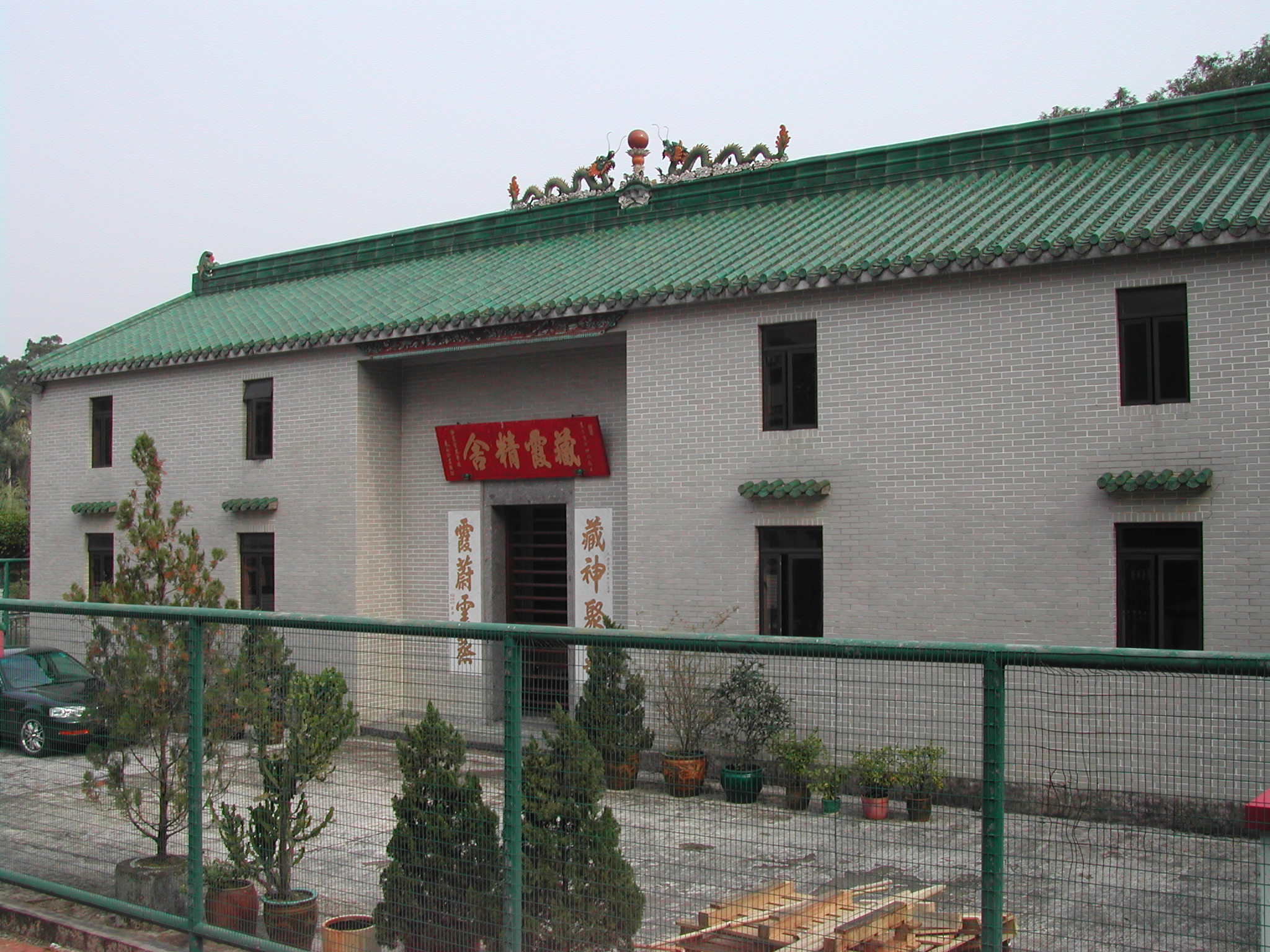
藏霞精舍：先天道的道觀
- 粉嶺遊泳池：冷暖水泳池
- 北區公園：
- 粉嶺遊樂場：球類運動場及休憩花園
- 蓬瀛僊館：道觀
- 竹林精舍：佛寺
- 香港觀宗寺：香海正覺蓮社營運的佛寺

- 公園內的藏霞精舍

## 外部連結
- （繁體中文）康樂及文化署的官方網站
- 2008年10月：粉嶺康樂公園的影像